# شهرستان گووداپ
شهرستان گووداپ (به لهستانی: Powiat Gołdap) یک شهرستان در لهستان است که در استان وارمی-ماسوری واقع شده‌است. شهرستان گووداپ ۷۷۱٫۹۳ کیلومتر مربع مساحت و ۲۶٬۹۸۹ نفر جمعیت دارد.